# 大卡萨
大卡萨是巴西米纳斯吉拉斯州的一个市镇。总面积157.994平方公里，总人口2100人，人口密度13.3人/平方公里。